# Barbara Falkowska
Barbara Falkowska (ur. 27 października 1931 w Grodnie, zm. 27 stycznia 2022 w Warszawie) – polska artystka plastyk, twórczyni tkaniny artystycznej.

## Życiorys i twórczość
W latach 1950–1956 studiowała na Akademii Sztuk Pięknych w Warszawie, na Wydziale Tkaniny u prof. Eleonory Plutyńskiej oraz malarstwo u prof. Marka Włodarskiego. Po uzyskaniu dyplomu w 1956 dodatkowo ukończyła na ASP studium pedagogiczne (1957). W okresie 1962–1963 pełniła funkcję asystentki na Wydziale Architektury Wnętrz macierzystej uczelni, następnie poświęciła się pracy twórczej. Od 1979 prowadziła warsztaty i wykłady, tak w Polsce, jak i za granicą (USA, Kanada, Australia).
W swojej twórczości Falkowska reprezentuje nurt w polskiej tkaninie artystycznej XX w. czerpiący z tradycji dziedziny. Wykorzystuje technikę tkaniny dwuosnowowej, splot kilimowy, gobelinowy i sumakowy. Przędzę barwi samodzielnie barwnikami roślinnymi.
Zwieńczeniem pierwszego etapu twórczości była Elegia, zaprezentowana na 1965 na II Biennale Tkaniny Artystycznej w Lozannie. Na tej tkaninie, złożonej z siedmiu brytów kojarzących się z pasami kontuszowymi, artystka przedstawiła tekst Trenów Jana Kochanowskiego, uzupełniony portretem artysty oraz drobnymi przedstawieniami roślin i zwierząt. Falkowska jako pierwsza w polskiej tkaninie artystycznej wykorzystała litery jako element dekoracyjny. Następnie motyw ten podejmowały inne artystki: m.in. Barbara Latocha, Alicja Francman, Krystyna Wojtyna-Drouet. 
Na dalszym etapie swojej twórczości w warstwie tematycznej artystka prezentowała głównie rodzimą roślinność. Na Festiwalu Sztuk Plastycznych w 1966 zaprezentowała Fasolę z gruntu. Podobna tematyka była popularna u ówczesnego młodego pokolenia artystów zajmujących się tkaniną artystyczną. Falkowska przedstawiała – jak sama twierdziła – wszystko, co ją interesuje, bo wszystko może być tematem. Stąd w jej pracach warzywa, powszechnie spotykane na łąkach rośliny, zjawiska pogodowe. Na wystawie Wall Hangings w Nowym Jorku zaprezentowała Amonity. 
Prace Barbary Falkowskiej znajdują się w zbiorach m.in. Muzeum Narodowego w Warszawie oraz Centralnego Muzeum Włókiennictwa w Łodzi. Do 2007 artystka miała 16 wystaw indywidualnych; jej twórczość prezentowano na ponad 200 wystawach w kraju i za granicą.

## Nagrody i odznaczenia
- 1956 – wyróżnienie w konkursie olimpijskim na wystawie Sport w sztuce, Warszawa[1][10]
- 1963 – wyróżnienie Ministerstwa Kultury i Sztuki na wystawie Polskie dzieło plastyczne w XV-lecie PRL, Warszawa[1][10]
- 1964 – I nagroda na wystawie pokonkursowej Siedem wieków Warszawy, Warszawa[1][10]
- 1966 – brązowy medal na Festiwalu Sztuk Pięknych, Warszawa[1][10]
- 1968 – złoty medal na II Festiwalu Sztuk Pięknych, Warszawa[1][10]
- 1968 – I i II nagroda na wystawie pokonkursowej Jeździec i koń, Warszawa[1][10]
- 1969 – nagroda Okręgu Łódzkiego ZPAP oraz nagroda Ministerstwa Kultury i Sztuki na ogólnopolskiej wystawie tkaniny z cyklu Polska sztuka użykowa w XXV-lecie PRL, Łódź[1][10]
- 1969 – nagroda na IV Międzynarodowej wystawie rzemiosła artystycznego, Stuttgart[1][10]
- 1972 – srebrny medal na IV Festiwalu Sztuk Pięknych, Warszawa[1][10]
- 1973 – złoty medal na wystawie Artyści plastycy z kręgu Cepelii, Warszawa[1][10]
- 1974 – I nagroda na wystawie pokonkursowej tkanin cepeliowskich Panorama XXX-lecia, Warszawa[1][10]
- 1978 – nagroda specjalna ZPAP na II Quadriennale rzemiosła artystycznego krajów socjalistycznych, Erfurt[1][10]
- 1981 – nagroda na VIII Festiwalu Sztuk Pięknych, Warszawa[1][10]
- 1988 − medal na wystawie Tkanina wobec Sacrum, Warszawa[10]
- 1995 – wyróżnienie honorowe na Międzynarodowym Triennale Tkaniny, Łódź[10]
- 2002 – I nagroda w konkursie i wystawie Tkanina inspirowana twórczością Stanisława Moniuszki, Warszawa[10]